# 奧利維爾·羅耶
奧利維爾·羅耶（1955年12月1日—）是一名法國退役職業足球員，司職翼鋒。在70年代末和80年代初，羅耶為法國國家隊上陣17次（射入兩球）。羅耶曾效力南錫，曾代表法國國家隊參加1978年世界盃。羅耶退役後曾於1991年-1994年執教母會南錫。

## 個人生活
羅耶是同性戀者，當他作為球員和教練退役後承認出櫃。

## 榮譽
南錫
- 法國盃冠軍：1977–78（英语：1978 Coupe de France Final）

## 外部鏈接
- French Football Federation Profile （页面存档备份，存于） （法語）